# Шёнберг (Лауэнбург)
Шёнберг (нем. Schönberg) — община в Германии, в земле Шлезвиг-Гольштейн.
Входит в состав района Герцогство Лауэнбург. Подчиняется управлению Зандеснебен. Население составляет 1289 человек (на 31 декабря 2010 года). Занимает площадь 14,78 км².